# Rino Burić
Rino Burić (Split, 5 de abril de 1997) é um jogador de polo aquático croata.

## Carreira
Rino Burić, de 1,97 metros de altura, começou no VK Mornar Split e jogou no VK Jadran Split de 2019 a 2023. Em 2023 Jadran venceu o campeonato croata. Em 2023/24 esteve no VK Jug Dubrovnik.
Em 2017, Burić ficou em segundo lugar com a equipe júnior croata no Campeonato Mundial Júnior. A partir de 2020 jogou na seleção nacional. Em 2022, os croatas venceram a Sérvia por 14–12 nas quartas de final da Copa do Mundo em Budapeste. Depois de uma derrota por 5 a 10 para os espanhóis nas semifinais, os croatas perderam para os gregos na disputa pelo terceiro lugar. Dois meses depois, no Campeonato Europeu em Split, os croatas venceram as semifinais por 11–10 contra a Itália e venceram a final por 10–9 sobre a Hungria. Na Copa do Mundo de 2023, em Fukuoka, os croatas perderam na repescagem para Montenegro e terminaram em nono. Em janeiro de 2024, no Campeonato Europeu realizado em Zagreb e Dubrovnik, os croatas derrotaram os húngaros nas semifinais. Na final perderam para os espanhóis por 10–11. Um mês depois, na Copa do Mundo de Doha, os croatas venceram os sérvios por 15–13 nas quartas de final. Os croatas venceram a semifinal contra a França e a final contra os italianos na disputa de pênaltis.
Nos Jogos Olímpicos de Verão de 2024, em Paris, conquistou a medalha de prata no torneio masculino do polo aquático, após confronto na final contra a equipe sérvia.